# موسع الحجم

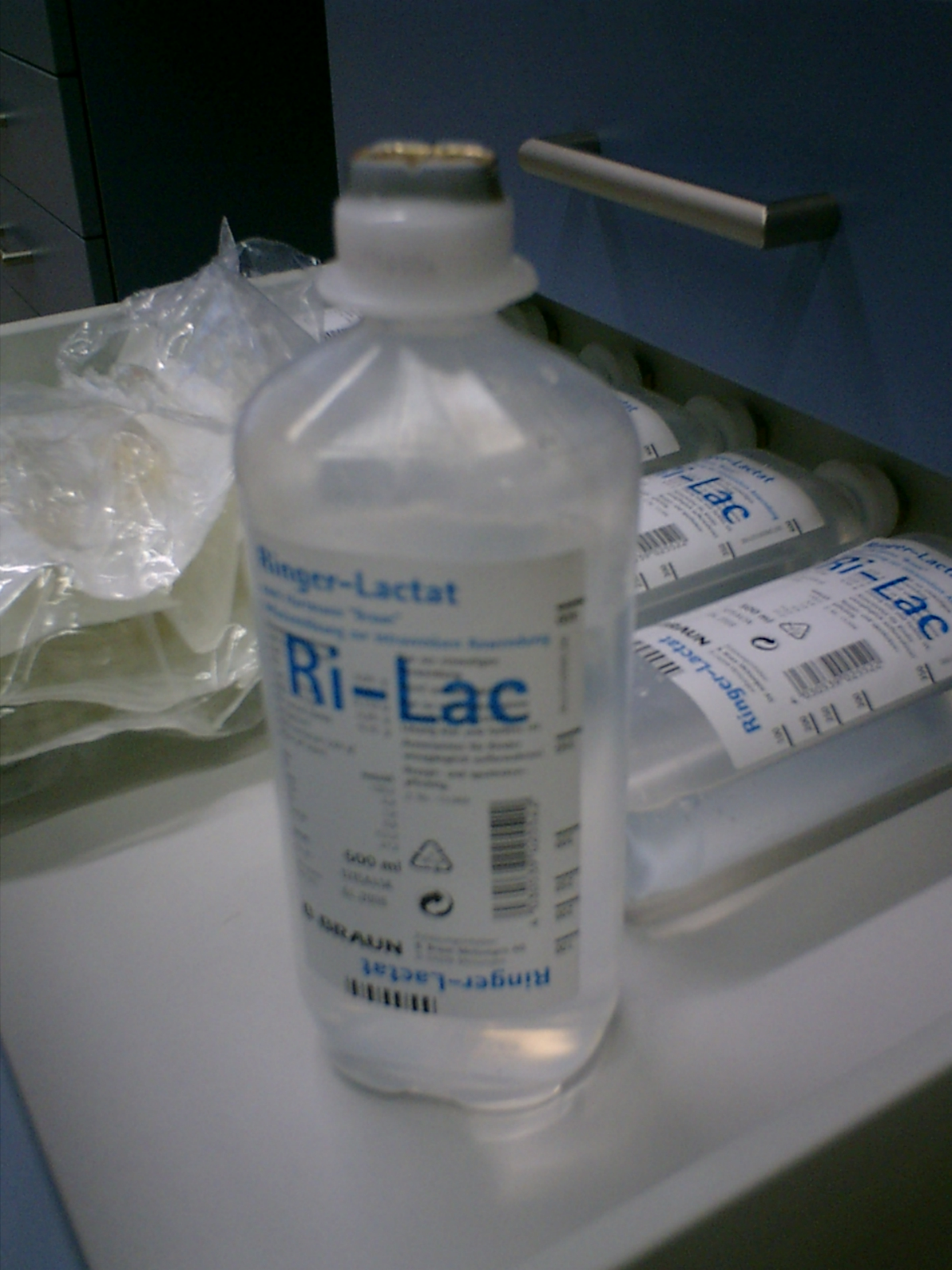

موسعات الحجم أو فاسحات الحجم هي نوع من العلاج عن طريق الوريد وظيفته توفير الحجم للجهاز الدوري الدموي . ويمكن استخدامه لاستبدال السوائل .

## الصفة الوظيفية
في حال فقدان الدم فيجب أولًا ايقاف فقدانه لئلا يُفقد الكثير منه.وثانيًا يجب استبدال الكمية المفقودة . هذه الطريقة تُبقى خلايا الدم الحمراء لتتشبع أنسجة الجسم بالأكسجين . دم الإنسان الطبيعي لديه قدرة كبيرة في نقل الأكسجين الزائد، في حالات بذل مجهود بدني كبير. كمية الدم المقدمة محافظ عليها بواسطة موسعات الحجم . ويستطيع المرضى في حالة الراحة تحمل مستويات الهيموجلوبين المنخفضة للغاية، أقل من 1/3 من الناس الصحيين . الجسم تلقائيًا يكتشف مستوى الهيموجلوبين المنخفض، ومن ثم تبدأ الآليات التعويضية . القلب يضخ المزيد من الدم مع كل نبضة. في الوقت الذي يتم فيه استبدال الدم المفقود بالسوائل المناسبة، والدم المخفف الآن يتدفق بسهولة أكبر في الجسم والأوعية الدموية الصغيرة . ونتيجة للتغيرات الكيميائية يتم اطلاق المزيد من الاكسجين للأنسجة .فهذه التكيفات فعالة جدا لو ظلت فقط نصف خلايا الدم الحمراء، وصول الاكسجين ربما لا يزال حوالي 75 بالمئة من الطبيعي. ويستخدم المريض في حالة الراحة 25 بالمئة فقط من الأكسجين الموجود في دمه . وفي الحالات الشديدة، يبقى المرضى على قيد الحياة مع مستوى هيموجلوبين 2 جم/ديسيلتر، حوالي 7/1 الطبيعي، على الرغم من أن هذه المستويات المنخفضة خطيرة جدًا. مقابل كمية الدم المفقودة، وفي النهاية مستويات خلايا الدم الحمراء تصبح منخفضة جدًا لتزويد الأنسجة بالأكسجين بشكل كافٍ. حتى مع محافظة موسعات الحجم على حجم الدورة الدموية .و البدائل الوحيدة لهذه الحالات هي نقل الدم وزمرة من خلايا الدم الحمراء، أو العلاج بالأكسجين (إذا كان متوفر). أيا كان في بعض الظروف، والمعالجة بالأكسجين عالي الضغط يستطيع أن يحافظ على اشباع الانسجة بالأكسجين بشكل كافٍ حتى إذا كانت مستويات خلايا الدم الحمراء تحت المستويات الطبيعية للبقاء على قيد الحياة .

## أنواعها
هناك نوعان رئيسيان من المغذيات : البلورانيات والغرويات . البلورانيات هي المحاليل المائية للأملاح المعدنية أو غيرها من الجزيئات القابلة للذوبان في الماء. و تحتويالغرويات على جزيئات كبيرة غير قابلة للذوبان، مثل الجيلاتين، والدم يعتبر من الغروبات . ولا يوجد أي دليل على أن الغرويات أفضل من البلورانيات في حالات الإصابة برضوض، وحروق أو جراحة، وكما أنها أكثر تكلفة فلا ينصح باستخدامها .

### البلورانيات
السائل البلوري الأكثر استخدامً هو المحلول الملحي(النورمال سالاين) ، و هو محلول من كلوريد الصوديوم بتركيز 0.9 % ، و قريب للتركيز في الدم (متساوي التوتر). رينجر لاكتات أو رينجر اسيتات هو محلول اخر متساوي التوتر غالبا يستخدم لستبدال السوائل كبيرة الحجم . محلول 5 % دكستروز في الماء ( أيضا يسمى D5W)، غالبا يُستخدم إذا كان المريض في حالة خطربسبب انخفاض نسبة السكر في الدم أو ارتفاع الصوديوم. وربما يعتمد اختيار السوائل على الخصائص الكيميائية للأدوية التي تعطى .

#### المحلول الملحي (النورمال سالاين)
المحلول الملحي(النورمال سالاين) هو المصطلح الأكثر استخدامً للمحلول (0.9% W/V) من كلوريد الصوديوم ، يُاخذ منه حوالي 300 ملي اوزمول / لتر. والأقل شيوعا، محلول يسمى بالمحلول الملحي الفيزيولوجي أو المحلول الملحي متساوي التوتر، فكلا منهما ليس بدقيق من الناحية التقنية . المحلول الملحي (النورمال سالاين) يستخدم بشكل متكرر كسائل يحقن بالوريد للمرضى الذين لا يستطيعون أخذ السوائل عن طريق الفم أو لديهم تطور أو لديهم خطر تطور الجفاف أو نقص حجم الدم. المحلول الملحي(النورمال سالاين) عادة ما يكون هو السائل الأول المستخدم عندما يكون هناك نقص حاد في حجم الدم القادر على تهديد كفاءة الدورة الدموية، واعتقد العلماء لفترة طويله أن هذا السائل أكثر أمانً لإعطاءه بشكل سريع وبكميات كبيرة. ومع ذلك، فمن المعروف الآن أن التسريب السريع للمحلول الملحي (النورمال سالاين) يمكن أن يسبب الحماض الأيضي.

#### محلول رينجر
يحتوي محلول رينجر اللاكتيكي على 28 مليمول/لتر من اللاكتات، و4 مليمول/لتر من البوتاسيوم، و1.5 مليمول/لتر من الكالسيوم. مشابه جدا –ليس مطابق- لمحلول هارتمان، التركيزات الايونية بينهم تختلف قليلا.

#### 3/2 محلول ملحي (نورمال سالاين) و 3/1 دكستروز 5%
3/2 ، 3/1 لم يعد موصى به كسائل وريدي للاطفال كما أنه منخفض التوتر والسوائل متساوية التوتر هي الأفضل.

#### جلوكوز (ديكستروز)
محاليل السكر الوريدية، مثل الجلوكوز (أيضا يسمى ديكستروز) ، لديه ميزة في تقديم بعض من الطاقة، وبالتالي قد توفر كامل أو جزء من طاقة التغذية الوريدية .
وتتضمن أنواع الجلوكوز الديكستروز ما يلي :
- D5W ( 5% ديكستروز في ماء) الذي يتألف من 278 مليمول/لتر دكستروز
- D5NS ( 5%ديكستروز في محلول ملحي) الذي بالإضافة يحتوي على محلول ملحي (نورمال سالاين)

#### جدول المقارنة
(مجموعة من المحاليل البلورانية الشائعة) 
| المحلول                   | اسم اخر                                 | تركيز الصوديوم (مليمول/لتر) | تركيز الكلور (مليمول/لتر) | تركيز الجلوكوز (مليمول/لتر) | تركيز الجلوكوز (مجم/دسل) |
| (5% ديكستروز في ماء)      | 5% ديكستروز                             | 0                           | 0                         | 278                         | 5000                     |
| 2/3ديكستروز و 1/3سالاين   | 3.3% ديكستروز / 0.3% سالاين             | 51                          | 51                        | 185                         | 3333                     |
| (نصف النورمال سالاين)     | 0.45% كلوريد الصوديوم                   | 77                          | 77                        | 0                           | 0                        |
| محلول ملحي (نورمال سلاين) | 0.9% كلوريد الصوديوم                    | 154                         | 154                       | 0                           | 0                        |
| رينجر لاكتات              | لاكتيتيد رينجر                          | 130                         | 109                       | 0                           | 0                        |
| D5NS                      | 5% ديكستروز، محلول ملحي (نورمال سالاين) | 154                         | 154                       | 278                         | 5000                     |
|                           |                                         |                             |                           |                             |                          |

تأثير إضافة لتر واحد
| المحلول                   | التغير في السائل خارج الخلية | التغير في السائل داخل الخلية |
| %5 ديكستروز في ماء        | 333 مل                       | 667 مل                       |
| 2/3 ديكستروز و 1/3 سالاين | 556 مل                       | 444 مل                       |
| (نصف النورمال سالاين)     | 667 مل                       | 333مل                        |
| محلول ملحي (نورمال سلاين) | 1000 مل                      | 0 مل                         |
| رينجر لاكتات              | 900 مل                       | 100 مل                       |
|                           |                              |                              |

### الغرويات
الغرويات تحافظ على أن يكون الضغط الاسموزي الغروي عالي في الدم ومن ناحية أخرى فهذا المعامل منخفضة في البلورانيات بسبب تخفيف الدم. ولذلك، ينبغي نظريا زيادة الحجم داخل الأوعية الدموية، في حين أن البلورانيات أيضا يجب أن يكون فيها زيادة حجم السوائل في الفراغات بين خلايا الأنسجة وكذلك زيادة في الحجم داخل الخلايا. ومع ذلك، ليس هناك أي دليل لدعم أن الغرويات تؤدي إلى وفيات أقل من البلورانيات. وثمة فرق آخر هو أن البلورانيات عادة ما تكون أرخص بكثير من الغرويات. والغرويات الشائعة الاستخدام طبيً تتضمن الألبومين والبلازما الطازجة المجمدة.

#### هيدروكسي إيثيل النشا
هيدروكسي إيثيل النشا (الأسماء التجارية الشائعة: هيسبان، فولوفين) مثير للجدل. استخدامه لأولئك المرضى في الحالات الخطيرة مرتبط بزيادة خطر حدوث الوفاة ومشاكل الكلى لذلك لا ينصح باستخدامه للأشخاص المصابين بأمراض التهابية معروفة مثل القصور الكلوي.

#### جيلوفيوسين
جيلوفيوسين هي مغذية غروية تستخدم كمعوض لبلازما الدم في حالة فقدان كمية كبيرة من الدم بسبب النزيف الحاد أو رضة، أو جفاف، أو أحداث مماثلة.
و هي غرويات تؤخذعن طريق الوريد تتصرف مثل الدم المملوء بالألبومينات. ونتيجة لذلك، يؤدي إلى زيادة في حجم الدم، وتدفق الدم، النتاج القلبي، ونقل الأكسجين.